# 오모리다이역
오모리다이역(일본어: 大森台駅)은 일본 지바현 지바시 미도리구에 위치한 게이세이 전철 지하라 선의 철도역이다. 역 번호는 KS 62이며, 상대식 승강장 2면 2선의 구조를 갖춘 지상역이다.

## 타는 곳
| 1 | 지하라 선 | 상행 | 지바 · 지바추오 · 후나바시 · 우에노 · 나리타 공항 방면 |
| 2 | 지하라 선 | 하행 | 지하라다이 방면                                        |

## 이용 현황
| 연도별 1일 평균 하차 승차 인원 | 연도별 1일 평균 하차 승차 인원 | 연도별 1일 평균 하차 승차 인원 |
| 연도                           | 평균 하차 인원                 | 평균 승차 인원                 |
| ------------------------------ | ------------------------------ | ------------------------------ |
| 1992년                         |                                | 1,129                          |
| 1993년                         | 1,402                          |                                |
| 1994년                         | 1,497                          |                                |
| 1995년                         | 1,552                          |                                |
| 1996년                         | 1,583                          |                                |
| 1997년                         | 1,522                          |                                |
| 1998년                         | 1,533                          |                                |
| 1999년                         | 1,411                          |                                |
| 2000년                         | 1,384                          |                                |
| 2001년                         | 1,339                          |                                |
| 2002년                         | 2,639                          | 1,305                          |
| 2003년                         | 2,686                          | 1,331                          |
| 2004년                         | 2,704                          | 1,334                          |
| 2005년                         | 2,662                          | 1,313                          |
| 2006년                         | 2,763                          | 1,358                          |
| 2007년                         | 2,794                          | 1,379                          |
| 2008년                         | 2,754                          | 1,363                          |
| 2009년                         | 2,730                          | 1,354                          |
| 2010년                         | 2,634                          | 1,311                          |
| 2011년                         | 2,539                          | 1,273                          |
| 2012년                         | 2,550                          | 1,280                          |
| 2013년                         | 2,667                          | 1,342                          |
| 2014년                         | 2,653                          | 1,345                          |
| 2015년                         | 2,750                          | 1,393                          |
| 2016년                         | 2,800                          |                                |

## 역 주변
- 국도 제16호선
- 지바 시 주오 구청 마쓰가오카 시민 센터
- 국립 병원 기구 지바히가시 병원
- 지바 현 암 센터
- 지바 사회 보험 병원
- 슈토쿠 대학 지바 제2 캠퍼스

## 인접 역
| 게이세이 전철 지하라 선      | 게이세이 전철 지하라 선 | 게이세이 전철 지하라 선          |
| ---------------------------- | ----------------------- | -------------------------------- |
| KS 61 지바데라 지바추오 방면 | 게이세이 지하라 선      | 가쿠엔마에 KS 63 지하라다이 방면 |